# Трудеринг
Трудеринг (на немски: Trudering) е квартал на Мюнхен, който заедно с Рийм образува 15-и район на града Трудеринг-Рийм (Trudering-Riem). Намира се в източната част на Мюнхен в близост до мюнхенския панаир (Messestadt). Населението на целия 15-и район наброява близо 51000 жители 

## Транспорт
Кварталът разполага с много добри транспортни връзки, представлявайки спирка едновременно на метрото (U2) и надземната железница (S4). От гарата до центъра на града се стига за по-малко от 20 минути.